# 白鳥慶子
白鳥 慶子（しらとり けいこ、1970年11月19日 -）は、日本のAV女優。身長:156cm。スリーサイズ:B84cm・W58cm・H86cm。

## 略歴
1991年4月に『天下無敵のお嬢様 白鳥慶子でございます』でAVデビュー。
1992年に引退。

## 出演作品

### アダルトビデオ
- 天下無敵のお嬢様 白鳥慶子でございます （1991年4月26日、HRC）
- 獣のように 処女伝説 （1991年5月10日、シャイ企画）
- H秘書はナマはお好き PART 5 （1991年6月10日、HRC）
- ヴィーナス バニー 2 （1991年7月10日、シャイ企画）
- 女教師 悪夢の罠 7 （1991年7月30日、HRC）
- 着せかえ制服族 2 （1991年8月22日、HRC）…共演:仁科ひとみ、夏目雅美
- 汚れたOL達 もう誰も愛さない （1991年、9月10日、シャイ企画）…共演:吉川りりあ、杉本綾香
- GUILTY 推定有罪 3 （1991年10月14日、HRC）
- ファイナルラーゲ 慶子メモリアル （1991年11月11日、HRC）
- 花嫁の生下着 3 （1991年12月21日、KUKI）
- ムチムチプリン ～ドレスの下はまっ赤なザクロ～ （1992年1月17日、アリスJAPAN）
- ナースは、感じちゃダメかしら 白衣のおねだり （1992年5月16日、エイトマン）…共演:沢口梨々子、仙葉由季
- 白鳥慶子 Premium Collection （2004年7月9日、HRC）
- 白鳥慶子 Premium Collection 2 （2004年8月6日、HRC）
- Legend Special VOL.6 白鳥慶子 （2008年12月19日、ASJ）